# صيف (حضرموت)
بلدة صيف، واحدة من أهم البلدات في وادي #دوعن بـ #حضرموت وأعرقها تاريخياً.
توصف بأنها مفتاح وادي دوعن، ويعود ذكرها في التاريخ لقرون طويلة، فيما تقول بعض المرويات التاريخية إنها سميت باسم أحد ملوك حمير.